# Семёновка (Краснощёковский район)
Семёновка — посёлок в Краснощёковском районе Алтайского края. Входит в состав Краснощёковского сельсовета.

## География
Расположен на реке Землянушка, в 12 километрах к югу от села Краснощёково.

## Население
| 1997 | 1998 | 1999 | 2000 | 2001 | 2002 |
| ---- | ---- | ---- | ---- | ---- | ---- |
| 164  | ↘157 | ↗168 | ↘160 | ↘150 | ↗153 |
| 2003 | 2004 | 2005 | 2006 | 2007 | 2008 |
| ↘143 | →143 | ↘139 | ↘133 | ↘126 | ↗127 |
| 2009 | 2010 | 2011 | 2012 | 2013 |      |
| →127 | ↘104 | ↗107 | ↘103 | ↗104 |      |

Национальный состав
Согласно результатам переписи 2002 года, в национальной структуре населения русские составляли 97 %.